# Univerzita Queenslandu
Univerzita Queenslandu (anglicky: University of Queensland) je veřejná výzkumná univerzita sídlící v australském městě Brisbane, hlavním městě australského státu Queensland, po němž je univerzita pojmenována. Byla založena v roce 1909, a patří tak k šesti tzv. pískovcovým univerzitám (nejstarší univerzity v jednotlivých australských státech). Hlavní kampus zabírá velkou část předměstí Svatá Lucie, jež leží jihozápadně od centrální obchodní čtvrti Brisbane. Další kampusy a zařízení univerzity se nacházejí po celém Queenslandu, z nichž největší jsou kampus Gatton a Mayne Medical School. Mezi zahraniční zařízení patří kancelář ve Washingtonu a Ochsner Clinical School v Louisianě ve Spojených státech. Univerzita má šest fakult a její součástí je více než sto výzkumných ústavů. Mezi nedávné významné úspěchy univerzity patří průkopnický vynález vakcíny HPV, která zabraňuje rakovině děložního čípku nebo vývoj vysoce výkonných supravodivých magnetů MRI pro přenosné skenování lidských končetin. V roce 2023 na univerzitě studovalo přes 57 tisíc studentů. Podle QS World University Rankings 2025 jde o 41. nejkvalitnější vysokou školu na světě a 6. nejkvalitnější v Austrálii.